# Horst Skodlerrak
Horst Skodlerrak (* 18. Januar 1920 in Jugnaten, Kreis Heydekrug im ostpreußischen Memelland; † 13. Oktober 2001 in Lübeck) war ein nach dem Krieg hauptsächlich in Lübeck lebender deutscher Maler.

## Leben
In Königsberg begann Skodlerrak 1937 ein Kunststudium an der Kunstakademie Königsberg bei Alfred Partikel. Er hatte seit 1942 eine gemeinsame Tochter mit der Malerin Ilse Schneider und heiratete während des Krieges 1944 seine Jugendfreundin Liselotte Quass. 1945 geriet er kurz in Kriegsgefangenschaft und war in Darmstadt interniert. 1950 hielt er sich mehrere Monate in Berlin auf, wo er die Kontroversen um Gegenständlichkeit und Nichtgegenständlichkeit in der Malerei miterlebte. 1957 wurde er Mitglied der Darmstädter Sezession, der er bis 1984 angehörte. Skodlerak war ab 1964 als Dozent an der späteren Muthesius Kunsthochschule in Kiel tätig.
Im Jahr 1958 erhielt er den Bremer Kunstpreis. Der Villa-Romana-Preis ermöglichte ihm 1962/63 mit seiner Familie einen längeren Aufenthalt in der Toskana, wo viele Bilder entstanden. Er kehrte wiederholt (?)  nach Italien zurück. Anfang der 1990er Jahre erkrankte Skodlerrak schwer und verlebte seine letzten Jahre im Lübecker Stadtteil Travemünde, wo er 2001 starb. Die Stadt Lübeck ehrte Horst Skodlerrak anlässlich seines 90. Geburtstages 2010 mit einer umfassenden Ausstellung seiner Aquarelle, Gemälde und Grafiken.

## Würdigung
Horst Skodlerrak gilt als Künstler der Neuen Sachlichkeit. Er malte „gegenständlich, aber nicht realistisch“. Folgendes Bonmot ist überliefert: „Was interessiert mich Picasso in Paris? Ich bin doch Skodlerrak in Brodten“ (kleinster Ortsteil Travemündes).

## Preise und Ausstellungen
(Ausführliche Liste siehe Weblink)
- 1948 Galerie der Jugend, Hamburg
- 1955 ars viva[4]
- 1958 Bremer Kunstpreis
- 1962 Villa Romana-Preis
- 2010 Gedächtnisausstellung im Lübecker Kulturforum Burgkloster
- 2019/2020 Im Kleinen groß – Dem Maler Horst Skodlerrak zum 100. Geburtstag, Ostpreußisches Landesmuseum Lüneburg[5]